# Степанівка (Рівненський район)
Степа́нівка — село в Україні, у Рівненському районі Рівненської області. Населення становить 211 осіб.
Відповідно до Розпорядження Кабінету Міністрів України від 12 червня 2020 року № 722-р «Про визначення адміністративних центрів та затвердження територій територіальних громад Рівненської області» увійшло до складу Здолбунівської міської громади.

## Географія
Село розташоване на правому березі річки Усті.

## Населення
Згідно з переписом УРСР 1989 року чисельність наявного населення села становила 206 осіб, з яких 95 чоловіків та 111 жінок.
За переписом населення України 2001 року в селі мешкали 203 особи.

### Мова
Розподіл населення за рідною мовою за даними перепису 2001 року:
| Мова       | Відсоток |
| ---------- | -------- |
| українська | 97,63 %  |
| російська  | 2,37 %   |